# Lejkouchowate
Lejkouchowate, lejkouszki (Natalidae) – rodzina ssaków z podrzędu mroczkokształtnych (Vespertilioniformes) w obrębie rzędu nietoperzy (Chiroptera).

## Rozmieszczenie geograficzne
Rodzina obejmuje gatunki występujące w Ameryce Południowej i Środkowej.

## Charakterystyka
Lejkouchowate żywią się wyłącznie stawonogami, lecz ich nawyki żywieniowe są słabo zbadane. Zawartość żołądka lejkouchowatych ujawniła, że ich dieta składa się głównie z motyli, skoczkowatych, muchówek i świerszczy, ale obejmuje również błonkoskrzydłe, małe chrząszcze i pająki. Opierając się na badaniach morfologii ich lotu oraz echolokacji wywnioskowano, że prawdopodobnie chwytają one ofiary w locie, a także zbierają je z podłoża.

## Systematyka
Do rodziny należą trzy występujące współcześnie rodzaje:
- Nyctiellus P. Gervais, 1855 – lejkousznik – jedynym przedstawicielem jest Nyctiellus lepidus (P. Gervais, 1837) – lejkousznik uroczy
- Chilonatalus G.S. Miller, 1898 – lejkouszek
- Natalus J.E. Gray, 1838 – lejkouch

Opisano również rodzaj wymarły:
- Primonatalus Morgan & Czaplewski, 2003 – jedynym przedstawicielem był Primonatalus prattae Morgan & Czaplewski, 2003.